# Élanion naucler
Chelictinia riocourii
Genre
Espèce
Statut de conservation UICN

 VU  : Vulnérable
Statut CITES
L'Élanion naucler (Chelictinia riocourii), également appelé milan de Riocour ou naucler d'Afrique, est une espèce d'oiseaux de la famille des Accipitridae. C'est la seule espèce du genre Chelictinia. D'après Alan P. Peterson, c'est une espèce monotypique.

## Répartition

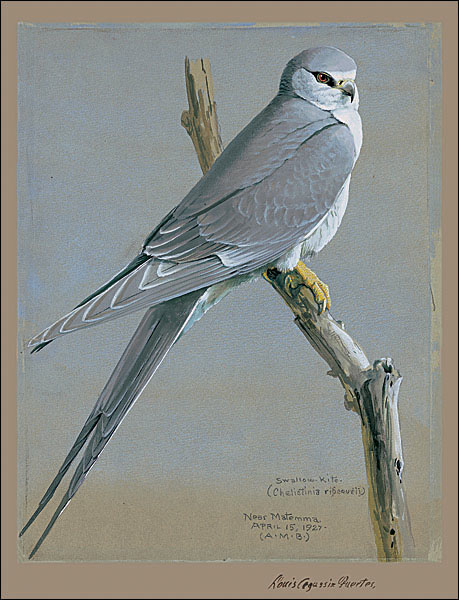
illustration de Louis Agassiz Fuertes (1930)

Cet oiseau peuple les savanes bordant le sud du Sahara et de manière plus dissoute en Afrique de l'Est.